# Heliconius gustavi
Heliconius gustavi är en fjärilsart som beskrevs av Otto Staudinger 1896. Heliconius gustavi ingår i släktet Heliconius och familjen praktfjärilar. Inga underarter finns listade i Catalogue of Life.